# Universitetet i N'Djamena

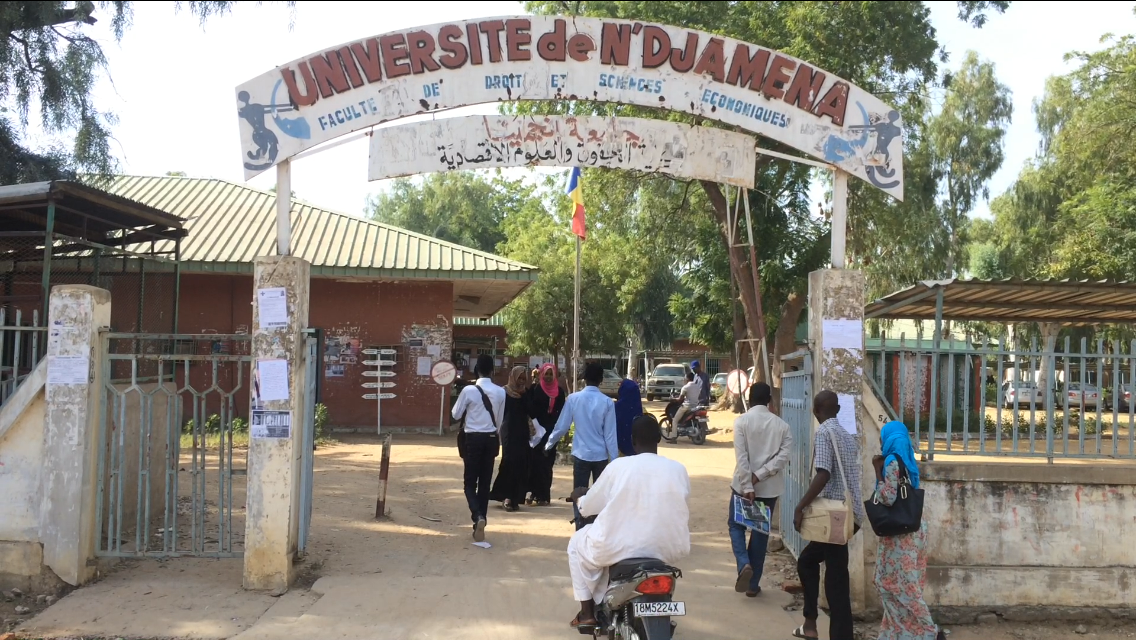
Universitetet i N'Djamena.

Universitetet i N'Djamena (franska: Université de N'Djaména) är Tchads enda universitet. Det grundades i huvudstaden N'Djamena år 1971 som Université du Tchad och fick sitt nuvarande namn år 1994. Universitetet har fyra fakulteter: humaniora, exakt och tillämpad vetenskap, ekonomi och juridik samt medicin. Utbildningen sker på franska med enstaka kurser på arabiska.
Omkring 6 000 studerande följer ett treårigt program till en bachelorexamen. Eventuell vidareutbildning sker vanligen vid universitet och högskolor i franskspråkiga länder i Afrika.